# Canevas (broderie)
Pour les articles homonymes, voir Canevas.
Le canevas est une toile à trame lâche. Elle est dessinée et sert de support à une broderie.

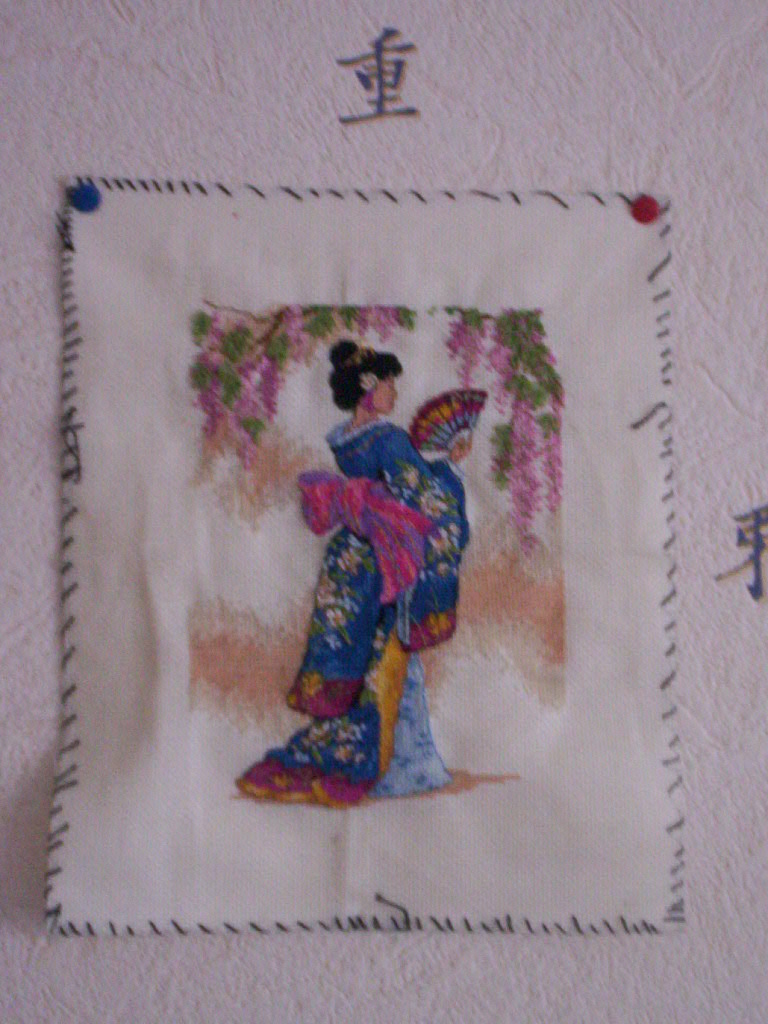
Canevas en point de croix
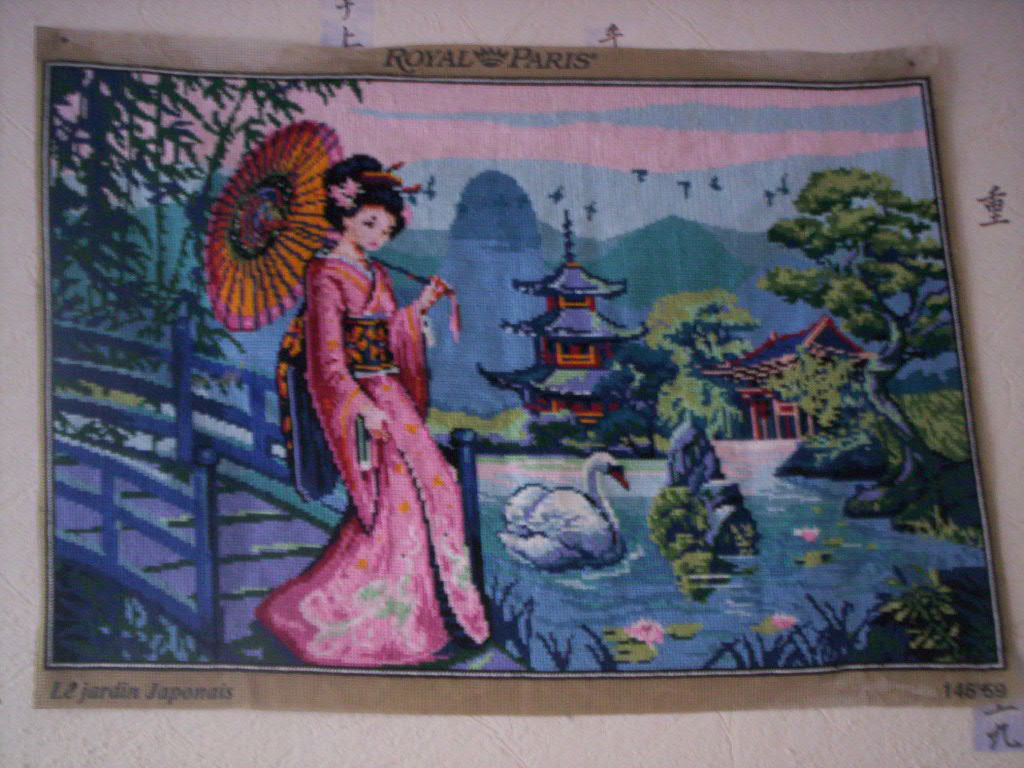
Canevas en demi-point
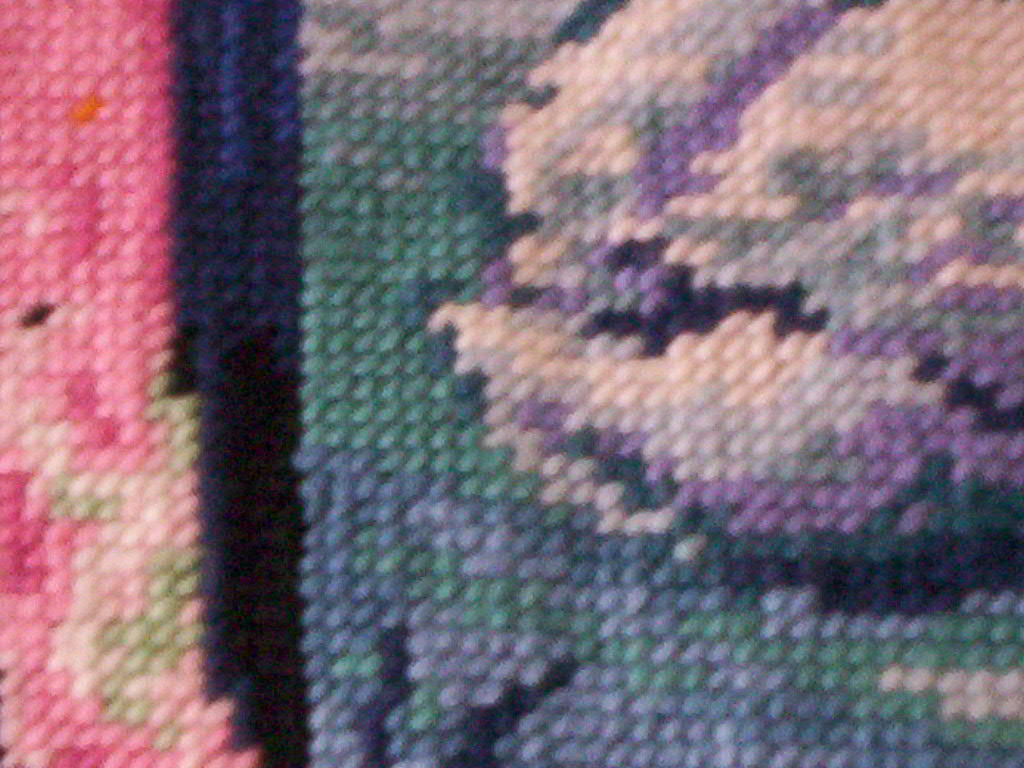
Détail de demi-points